# La Frontera (El Hierro)
Frontera ("fronteira" em castelhano) é um município da Espanha na província de Santa Cruz de Tenerife, comunidade autónoma das Canárias. Tem 80,1 km² de área e em 2021 tinha 4 278 habitantes (densidade: 53,4 hab./km²).
Frontera constitui o ponto mais ocidental das Canárias, e consequentemente do território de Espanha. Em La Dehesa encontra-se o Santuário da Virgen de los Reyes, padroeira da ilha de El Hierro.

## Demografia
| Variação demográfica do município entre 1991 e 2004 | Variação demográfica do município entre 1991 e 2004 | Variação demográfica do município entre 1991 e 2004 | Variação demográfica do município entre 1991 e 2004 |
| --------------------------------------------------- | --------------------------------------------------- | --------------------------------------------------- | --------------------------------------------------- |
| 1991                                                | 1996                                                | 2001                                                | 2004                                                |
| 3612                                                | 4409                                                | 4455                                                | 5231                                                |